# Communauté de communes du Lussacois
Die Communauté de communes du Lussacois ist ein ehemaliger französischer Gemeindeverband mit der Rechtsform einer Communauté de communes im Département Vienne in der Region Nouvelle-Aquitaine. Sie wurde am 1. Dezember 1997 gegründet und umfasste zehn Gemeinden. Der Verwaltungssitz befand sich im Ort Lussac-les-Châteaux.

## Historische Entwicklung
Mit Wirkung vom 1. Januar 2017 fusionierte der Gemeindeverband mit der Communauté de communes du Montmorillonnais und bildete so die Nachfolgeorganisation Communauté de communes Vienne et Gartempe. Dieser schlossen sich auch weitere Gemeinden aus anderen aufgelösten Verbänden an.

## Ehemalige Mitgliedsgemeinden
1. Bouresse
2. Civaux
3. Gouex
4. Lhommaizé
5. Lussac-les-Châteaux
6. Mazerolles
7. Persac
8. Saint-Laurent-de-Jourdes
9. Sillars
10. Verrières